# Giorgia Bordignon
Giorgia Bordignon (n. 24 mai 1987, Gallarate, Lombardia, Italia) este o sportivă ce a reprezentat Italia, medaliată olimpică. A participat la două ediții ale Jocurilor Olimpice (2016, 2020) în care a câștigat o medalie de argint.